# Wucheng (Jinhua)
Wucheng (婺城区,  Wùchéng Qū) ist ein Stadtbezirk der bezirksfreien Stadt Jinhua in der südostchinesischen Provinz Zhejiang. Er hat eine Fläche von 1392 Quadratkilometern und zählt 957.055 Einwohner (Stand: Zensus 2020).

## Administrative Gliederung
Auf Gemeindeebene setzt sich der Stadtbezirk aus neun Straßenvierteln, neun Großgemeinden sowie neun Gemeinden zusammen. 